# BANZAI (B'zの曲)
「BANZAI」（バンザイ）は、日本の音楽ユニット・B'zの楽曲。2004年5月5日にVERMILLION RECORDSより36作目のシングルとして発売された。

## 概要
松本・稲葉がそれぞれソロ活動を行っていた2004年に発売された最初のシングル。リリース決定時には「緊急リリース」とアナウンスされている。また、CMのタイアップ決定時には「タイトル未定・発売未定」とアナウンスされていた。
ソロ活動中だったため、本作のプロモーション活動は一切行われず、音楽番組では未披露のままである。
本作よりB'zロゴマークが『LOVE PHANTOM』から『HOME』まで使われた物に戻り、一部例外を除き現在も使用されている（詳細は「LOVE PHANTOM」の項を参照）。

## 収録曲
| 全作詞: 稲葉浩志、全作曲: 松本孝弘。 |              |           |            |                              |      |
| #                                    | タイトル     | 作詞      | 作曲・編曲 | 編曲                         | 時間 |
| 1.                                   | 「BANZAI」   | 稲葉浩志  | 松本孝弘   | 松本孝弘・稲葉浩志・池田大介 | 3:50 |
| 2.                                   | 「Magnolia」 | 稲葉浩志  | 松本孝弘   | 松本孝弘・稲葉浩志・寺地秀行 | 3:58 |
| 合計時間:                            | 合計時間:    | 合計時間: | 7:48       |                              |      |

## 楽曲解説
1. BANZAI
  - MVには当時ブレイク前のお笑い芸人のまちゃまちゃが出演している[7]。松本のソロシーンは東京メトロ有楽町線の一両を借り切って撮影されている[8]。また、東京臨海高速鉄道の70-000形車内で撮影されたシーンもある[9]。
  - シングルとしては2001年発売の「GOLD」以来のオリジナル・アルバム未収録曲であり、ベスト・アルバムのみの収録となっている。
2. Magnolia
  - アレンジャーの寺地秀行が初めて編曲を担当したB'zの曲である[注釈 2]。

## タイアップ
- アサヒビール「スーパードライ」CMソング（#1）

## 参加ミュージシャン
- 松本孝弘:ギター、全曲作曲・編曲
- 稲葉浩志:ボーカル、全曲作詞・編曲
- 池田大介:編曲（#1）
- 寺地秀行:編曲（#2）
- 徳永暁人:ベース（#1）
- 吉田建:ベース（#2）
- シェーン・ガラース:ドラム（#1）
- 山木秀夫:ドラム（#2）

## 収録アルバム
BANZAI
- B'z The Best "Pleasure II"
- B'z The Best "ULTRA Pleasure"
- B'z The Best XXV 1999-2012

## ライブ映像作品
BANZAI
- B'z The Best "ULTRA Treasure"（特典DVD）
- B'z LIVE-GYM Hidden Pleasure 〜Typhoon No.20〜
- B'z LIVE-GYM Pleasure 2008 -GLORY DAYS-
- B'z LIVE in なんば 2006 & B'z SHOWCASE 2007 -19- at Zepp Tokyo
- B'z LIVE-GYM 2005 -CIRCLE OF ROCK-
- 有頂天（特典DVD）
- B'z COMPLETE SINGLE BOX（特典DVD）
- B'z LIVE-GYM 2017-2018 “LIVE DINOSAUR”
- B'z SHOWCASE 2020 -5 ERAS 8820- Day1〜5